# Morten Tyldum
Morten Tyldum (født 19. maj 1967 i Bergen) er en norsk filminstruktør.

## Liv og virke

### Barndom
Tyldum voksede op i Fyllingsdalen og senere på Sotra, men boede i Tønsberg fra han var fem til otte år gammel. Tyldum studerende ved Universitetet i Bergen, før han flyttede til New York som 20-årig. Der blev han uddannet ved School of Visual Arts.

### Karriere
Tyldum arbejdede i NRK Drama og var med til at starte ungdomsserien U i 1991. Han instruerede også kortfilm, novellefilm og reklamefilm. I 1999 blev Tyldum kåret til Årets filmtalent i Dagbladet. Han havde sin spillefilmdebut med dramakomedien Buddy (2003), med Nicolai Cleve Broch, Aksel Hennie, Anders Baasmo Christiansen, Pia Tjelta, Janne Formoe og Edward Schultheiss i hovedrollerne. Filmen vandt prisen for bedste norske biograffilm under Amandaprisen 2004. Tyldum instruerede derefter kriminalfilmen Varg Veum - Falne engler (2008), med Trond Espen Seim, Bjørn Floberg og Pia Tjelta i hovedrollerne. Filmen er baseret på Gunnar Staalesens roman Falne engler og er den fjerde i filmserien om privatdetektiven Varg Veum. 
Tyldum gjorde sig bemærket internationalt med kriminalfilmen Headhunterne (2011), med Aksel Hennie, Nikolaj Coster-Waldau og Synnøve Macody Lund i hovedrollerne. Filmen er baseret på Jo Nesbøs Hodejegerne. Den blev solgt til over 50 land og blev den første norske film til at blive nomineret til BAFTA for bedste udenlandske film. Filmen vandt publikumsprisen under Amandaprisen 2012. Tyldum havde også succes med den historiske thriller The Imitation Game (2014), med Benedict Cumberbatch og Keira Knightley i hovedrollerne. Filmen er baseret på den britiske matematiker Alan Turings indsats under Anden Verdenskrig. Den blev nomineret til otte Oscar under Oscaruddelingen 2015, inkluderet for bedste filmatisering, og Tyldum blev som den første nordmand nomineret til bedste instruktør. Han blev også nomineret til Directors Guild of America Award for bedste instruktion i en spillefilm.

## Privatliv
Tyldum bosatte sig efteråret 2012 i Beverly Hills med konen Janne, som han har en søn sammen med. Han har også en steddatter.[kilde mangler]